# Set (cinema)

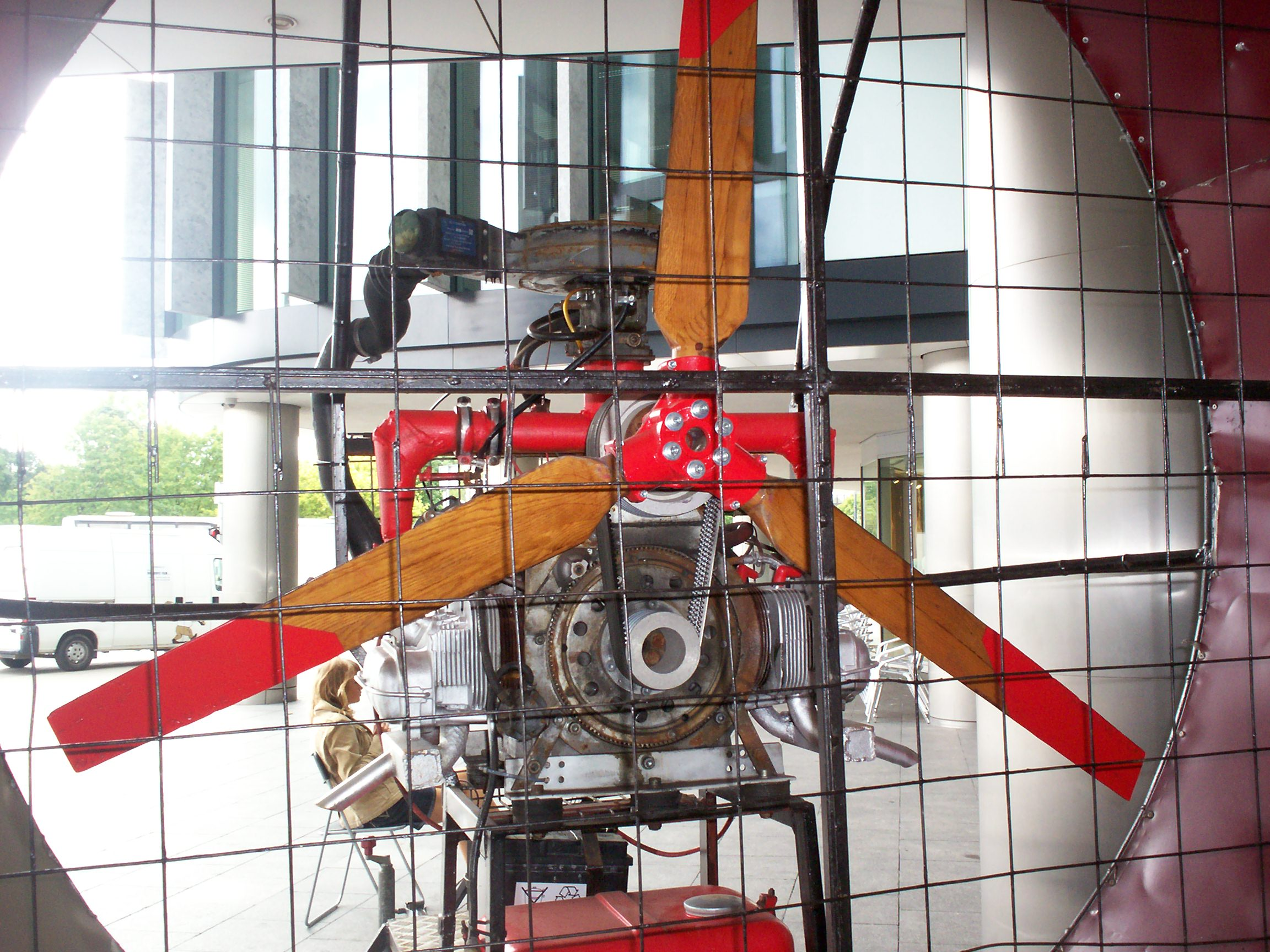
Un grande ventilatore utilizzato per simulare il vento durante riprese cinematografiche.

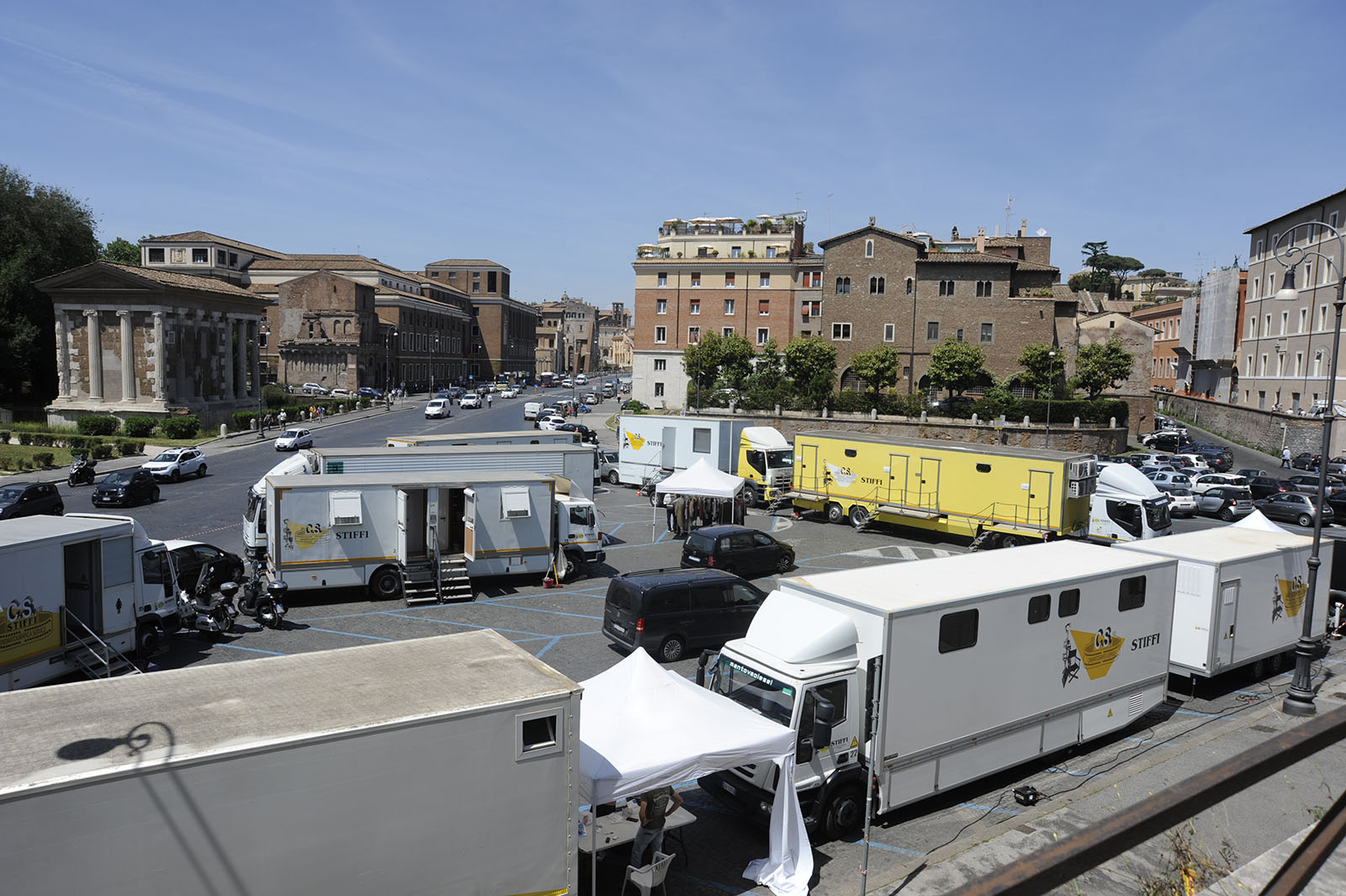
Set cinematografico esterno a Roma 2022

Il set, in cinematografia, è l'ambiente in cui si svolgono le riprese cinematografiche, che può essere ricostruito in un teatro di posa, un ambiente naturale (o luoghi), oppure un luogo riadattato in base allo stile e all'epoca descritti nella sceneggiatura.
Il set designer (progettista del set) o lo scenografo, in accordo con il regista e il direttore di produzione, disegnano i vari luoghi dove dovranno essere effettuate le riprese. I disegni riguardano una pianta del luogo in cui si svolgono le varie scene, soprattutto in interni, nonché un disegno in scala ed in tre dimensioni che faccia vedere come dovrà essere preparato l'ambiente in un teatro di posa. Questo servirà ai tecnici costruttori ed attrezzisti per preparare la scena effettiva in cui saranno realizzate le riprese. Al giorno d'oggi questo lavoro viene svolto molto più facilmente e velocemente dai programmi di grafica computerizzata.
Il direttore tecnico ed il direttore di produzione sono le persone responsabili della valutazione finale dei disegni e valutano i tempi ed i costi di produzione. Il realizzatore delle scene, lo scenografo realizzatore, provvederà a fare un preventivo dei costi e dei tempi di realizzazione. Non sempre occorre produrre delle scene nuove in quanto nei magazzini dei teatri di posa esistono grandi quantità di materiali che possono essere adattati. Occorre poi trovare tutti gli oggetti di arredamento che servono ad arredare la scena della ripresa.
Esiste poi la figura del disegnatore di scena, pittore di scena, che produce i fondali che servono a creare determinate ambientazioni, senza che debbano essere realmente costruite, perché non situate in primo piano.